# Intecymbium
Intecymbium antarcticum es una especie de araña araneomorfa de la familia Linyphiidae. Es el único miembro del género monotípico Intecymbium.

## Distribución
Es un endemismo de Chile y Argentina en el sur de Patagonia.